# 栗臀噪鹛
栗臀噪鹛（学名：Pterorhinus gularis）也称棕臀噪鹛，是画眉科噪鹛属的一种，分布于不丹、孟加拉国、老挝、越南、印度和缅甸。该物种的保护状况被评为无危。
栗臀噪鹛的平均体重约为92.0克。栖息地包括亚热带或热带的湿润低地林、亚热带或热带的（低地）湿润疏灌丛和亚热带或热带的湿润山地林。